# エレーヌ・フールマン

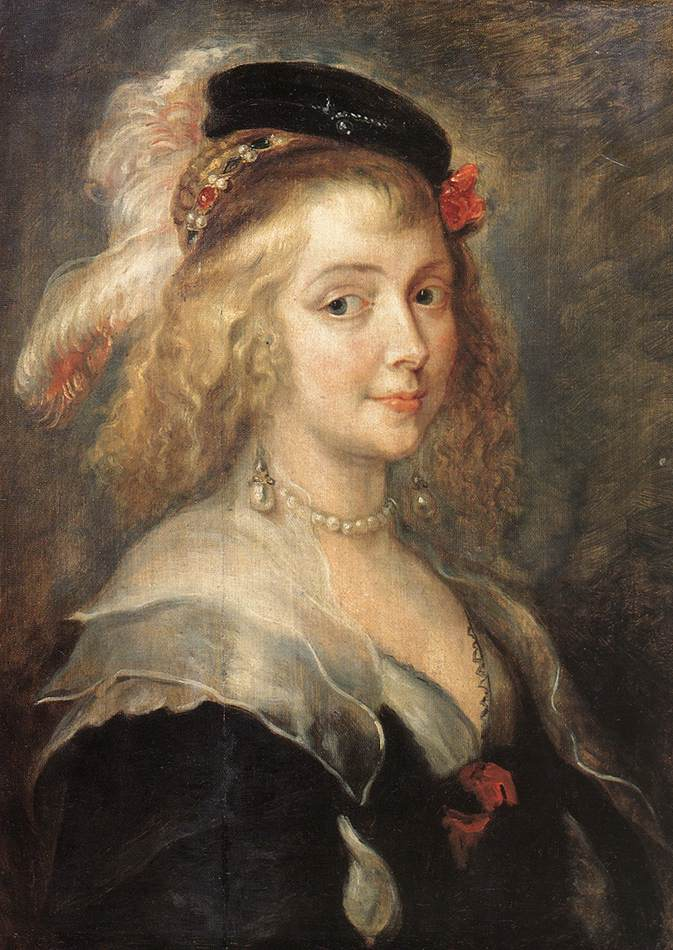
ヨハン・ボックホルストによるエレーヌ・フールマンの肖像画。1630年頃。

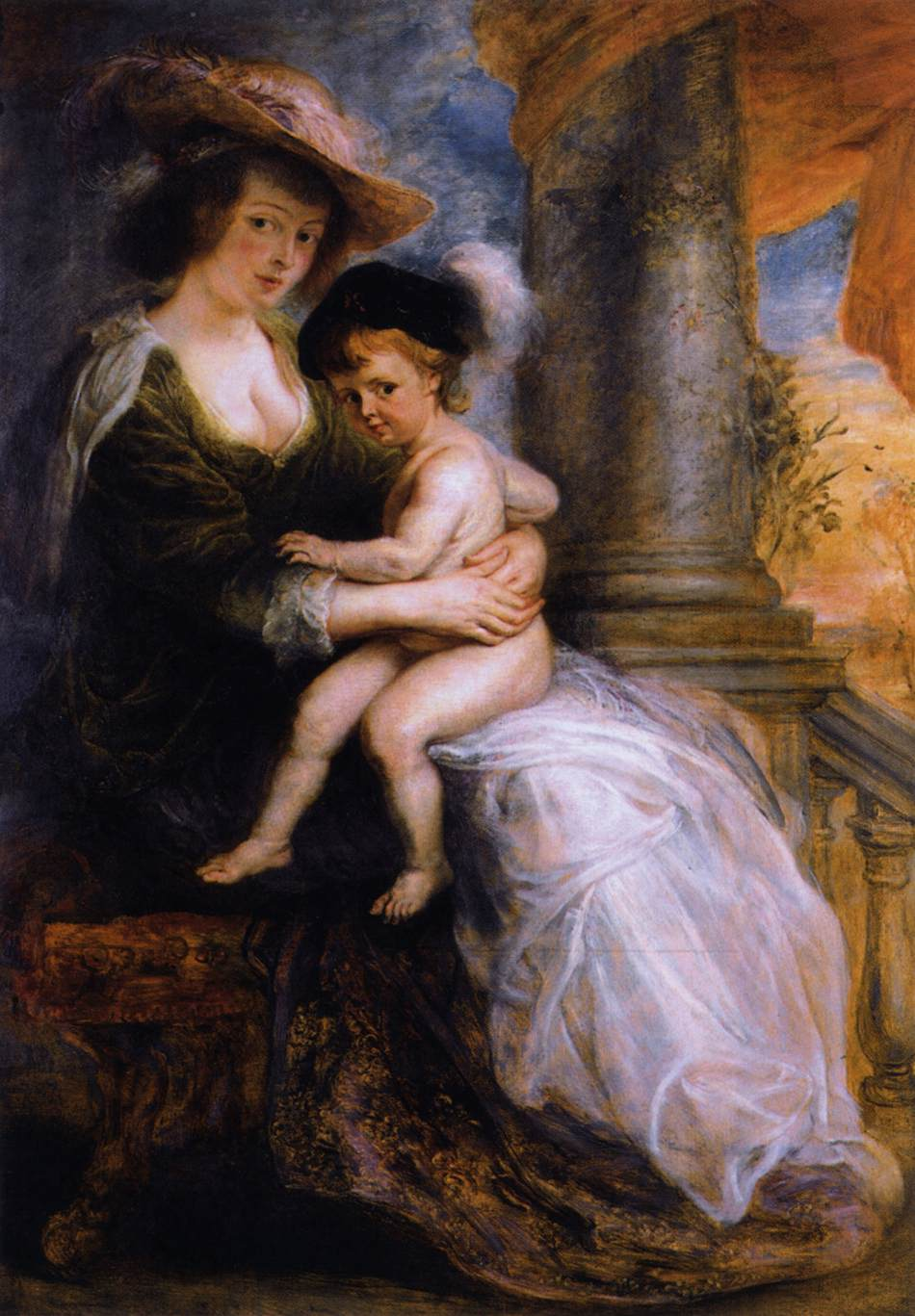
ピーテル・パウル・ルーベンスの『エレーヌ・フールマンと息子フランシス』。アルテ・ピナコテーク所蔵。

エレーヌ・フールマン（Hélène Fourment, 1614年4月11日-1673年7月15日）は、バロック期のフランドルの巨匠ピーテル・パウル・ルーベンスの2番目の妻である。エレーヌはルーベンスのいくつかの肖像画の主題であり、他の宗教画および神話画のモデルを務めた。

## 生涯
エレーヌ・フールマンはアントウェルペンのシルクと絨毯の商人である父ダニエル・フールマン1世（Daniël I Fourment）と母クララ・スタッパーツ（Clara Stappaerts）の末娘として生まれた。裕福な一家は子供に恵まれ、エレーヌには4人の兄ペートル（Peeter）、ダニエル2世（Daniel II Fourment, Lord of Wijtvliet）、ヨハンネス（Johannes）、ヤメス（James）と、6人の姉クララ（Clara）、ヨハンナ（Johanna）、シュザンヌ（Susanna）、マリア（Maria）、カタリーナ（Catharina）、エリザベト（Elisabeth）がいた。姉の多くは名家の男性と結婚した。父ダニエルはルーベンスの仕事仲間であり、パトロンだった。エレーヌがルーベンスと結婚したきっかけは、画家が姉シュザンヌの肖像画を制作したことであったと言われている。ルーベンスの死後の1645年には、後の初代ベラヘイク伯爵ジャン＝バティスト・ド・ブルークオーヴァン（Jean-Baptist de Brouchoven, 1st count of Bergeyck）と再婚した。エレーヌは1673年にブリュッセルで死去し、最初の夫、子供、親と共にアントウェルペンのセント・ジェームス教会に埋葬された。

## 初婚

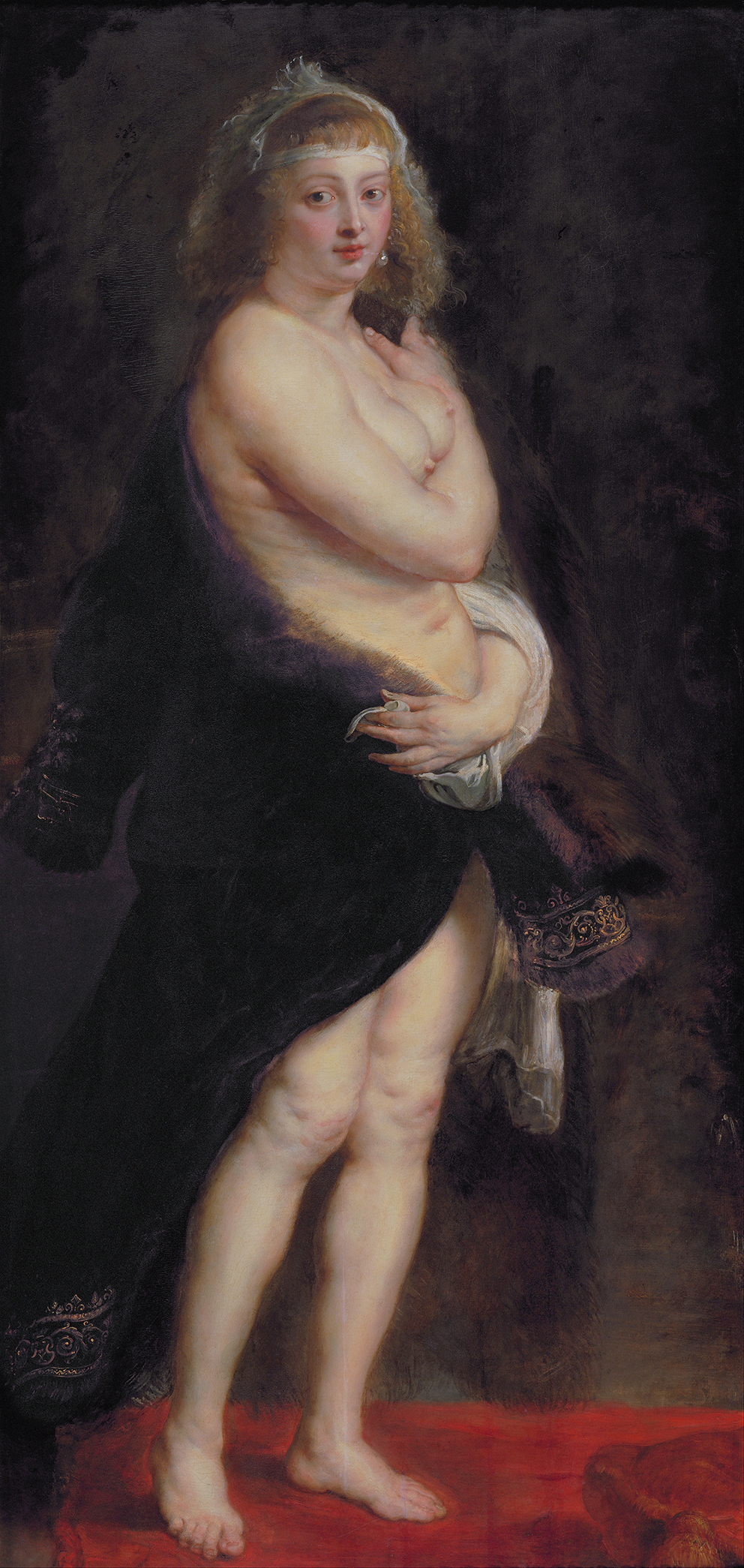
『毛皮をまとったエレーヌ・フールマン』1636年-1638年頃 美術史美術館所蔵。

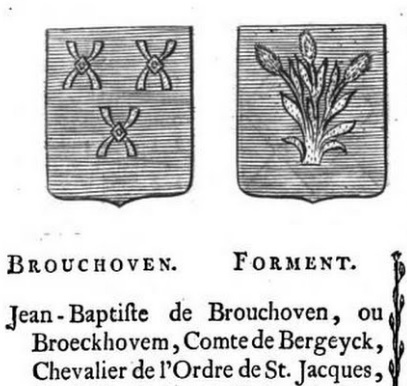
エレーヌの生家フールマン家成員の紋章と、再婚相手ベラヘイク伯の紋章

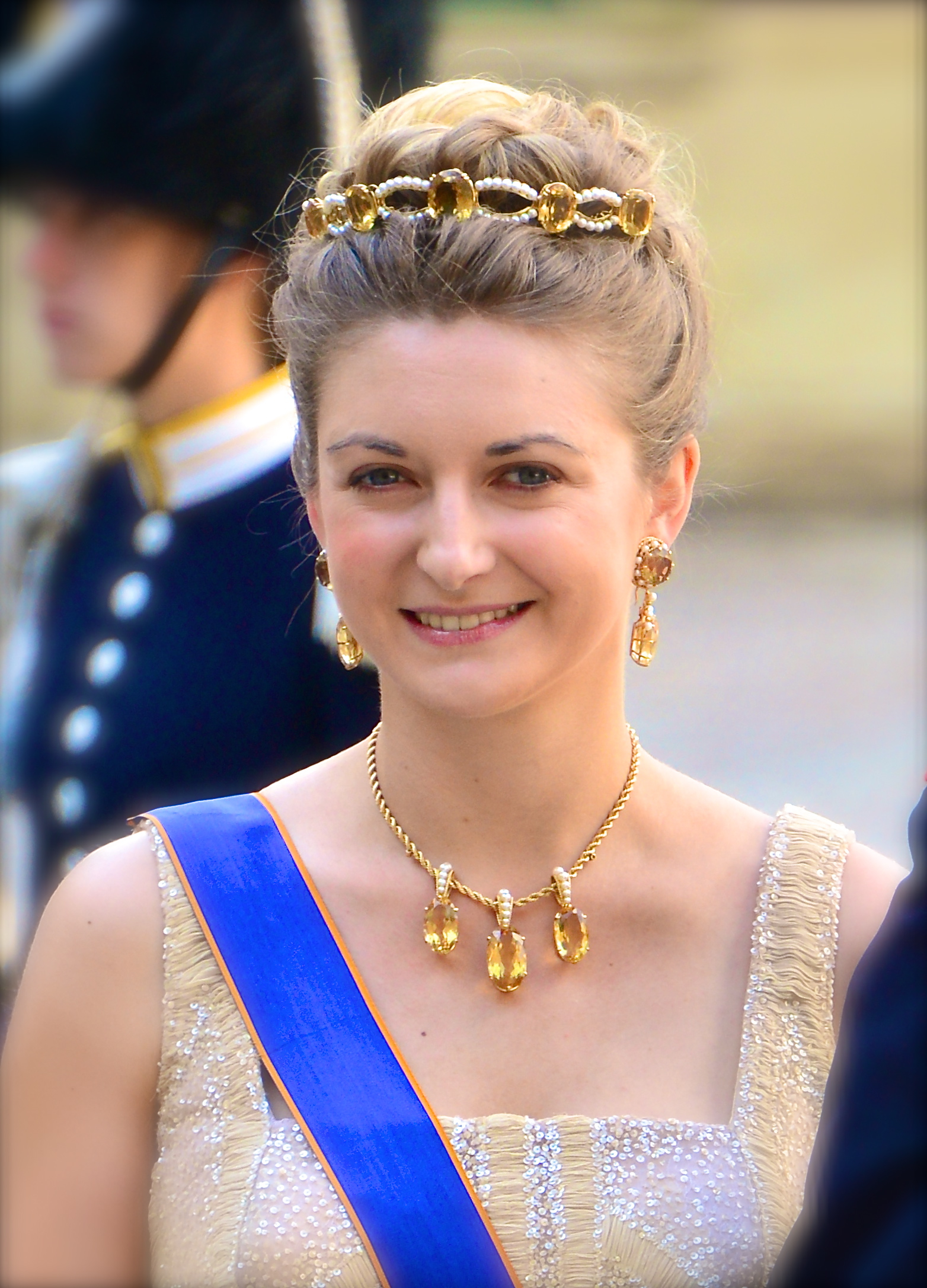
ルクセンブルク大公世子妃ステファニー・ド・ラノワ。

エレーヌ・フールマンは1630年12月6日にセント・ジェームス教会でルーベンスと結婚した。ルーベンスの最初の妻イザベラ・ブラントが1626年に死去してから4年後のことである。結婚当時の彼女は16歳で、ルーベンスは53歳だった。約10年におよぶ結婚生活で2人の間に5人の子供が生まれている。
系図
ピーテル・パウル・ルーベンス（夫）
- - クララ＝ヨハンナ・ルーベンス（Clara-Johanna Rubens, 1632年1月18日洗礼）：騎士フィリップス・ファン・パリス（Philips van Parys, knight）と結婚。
  - フランシス・ルーベンス1世（François I Rubens, 1633年7月12日洗礼）：アントウェルペンの市会議員。シュザンヌ＝フラティアナ・シャルル（Susanna-Gratiana Charles）と結婚。
    - ヴレムダイク卿アレクサンデル・ルーベンス（Alexander Rubens, Lord of Vremdyck）。

  - イザベラ＝エレーヌ・ルーベンス（Isabella-Helena Rubens, 1635年5月3日洗礼）。
  - ピーテル・パウル・ルーベンス3世（Peter III Paul Rubens, 1637年3月1日）：聖職者。
  - コンスタンティア＝アルブレティナ・ルーベンス（Constantia-Albertina Rubens, 1641年2月3日洗礼）：1668年にラ・カンブル修道院（英語版）の修道女。

## 再婚
ルーベンスの死後、エレーヌはアントウェルペンの市会議員、判事補佐官であり、後に初代ベラヘイク伯爵となったジャン＝バティスト・ド・ブルークオーヴァンとの関係を始めた。1644年10月9日、最初の息子である第2代ベラヘイク伯爵ジャン・ド・ブルークオーヴァンが生まれ、2人は1645年に正式に結婚した。夫は彼女の死後10年に満たない1681年に、外交使節として訪れていたトゥールーズで死去した。
系図
初代ベラヘイク伯爵ジャン＝バティスト・ド・ブルークオーヴァン（2番目の夫）。
- - 第2代ベラヘイク伯爵ジャン＝バティスト・ド・ブルークオーヴァン（Jean de Brouchoven, 2nd Count of Bergeyck, 1644年-1725年）：後に初代リーフダール男爵（1st Baron of Leefdael）。リヴィナ・マリア・ド・ビール＝ミューレベーケ（Livina Maria de Beer-Meulebeke）と結婚。
    - 第3代ベラヘイク伯爵ニコラス＝ヨセフ・ド・ブルークオーヴァン（Nicolas-Joseph de Brouchoven, 3rd Count of Bergeyck）：第2代リーフダール男爵。今日の子孫の直接の祖。

  - スパイ卿イアサント＝マリー・ド・ブルークオーヴァン（Hyacinthe-Marie de Brouchoven, Lord of Spy, 1650-1707）：第19代大評議会議長。マリー＝アドリアン・ズアラート（Marie-Adrienne Zuallart）と結婚。
    - スパイ卿ギヨーム＝フランシス・ド・ブルークオーヴァン（Guillaume-François de Brouchoven, Lord of Spy）：相続人なし。

  - アッテボールド卿ニコラス・ド・ブルークオーヴァン（Nicolas de Brouchoven, Lord of Attevoorde）：ホーフェ（英語版）出身の女性マリー（Marie-Isabelle de Pommereaux）と結婚。
    - ホーフェ卿ヘンリ・ド・ブルークオーヴァン（Henri de Brouchove, Lord of Hove）。

  - カトリーヌ・ド・ブルークオーヴァン（Catherine de Brouchoven）：レオン＝ジャン・ド・ペップ（Léon-Jean de Paepe）の息子、グラブベック卿ジル・ド・ペップ（Gilles de Paepe, Lord of Glabbeecq）と結婚。
  - マリー・フェルナンディーヌ・ド・ブルークオーヴァン（Marie-Fernandine de Brouchoven）：カルメル会修道院の修道女。
  -  エレーヌ・イザベル・ド・ブルークオーヴァン（Hélène-Isabelle de Brouchoven）：ヴィラ＝フローレス侯爵（Marquess of Villa-Flores）エマニュエル＝ヨセフ（Emmanuel-Joseph）と結婚。

## 影響
ルーベンスの晩年の作品は官能性と活力に満ちているが、それは若いエレーヌと結婚した影響であると言われている。エレーヌ・フールマンはその美しさを讃えられたが、とりわけスペイン領ネーデルラント総督フェルナンド・デ・アウストリアは彼女を「間違いなくここで最も美しい女性」と述べ、ルーベンスの友人である詩人ヤン・ガスパール・ゲヴァルティウスは「トロイアのヘレネをはるかに凌ぐ、アントウェルペンのヘレネ」と賞賛した。
彼女の孫である第3代ベラヘイク伯爵の多くの子孫の中には、ルクセンブルク大公世子妃ステファニー・ド・ラノワがいる。

## ギャラリー

### 肖像画

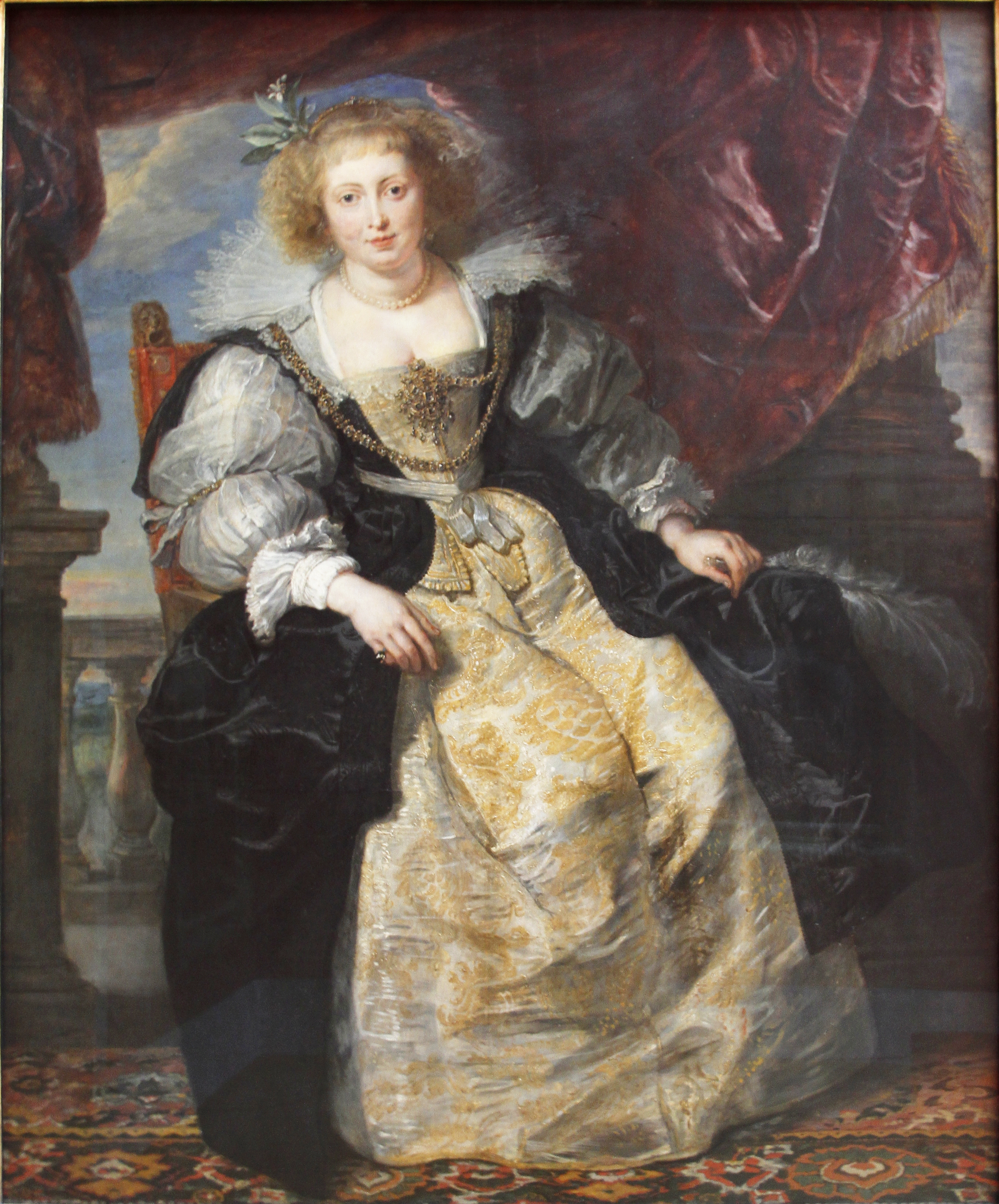
『結婚衣装をつけたエレーヌ・フールマン』1630年頃 アルテ・ピナコテーク所蔵
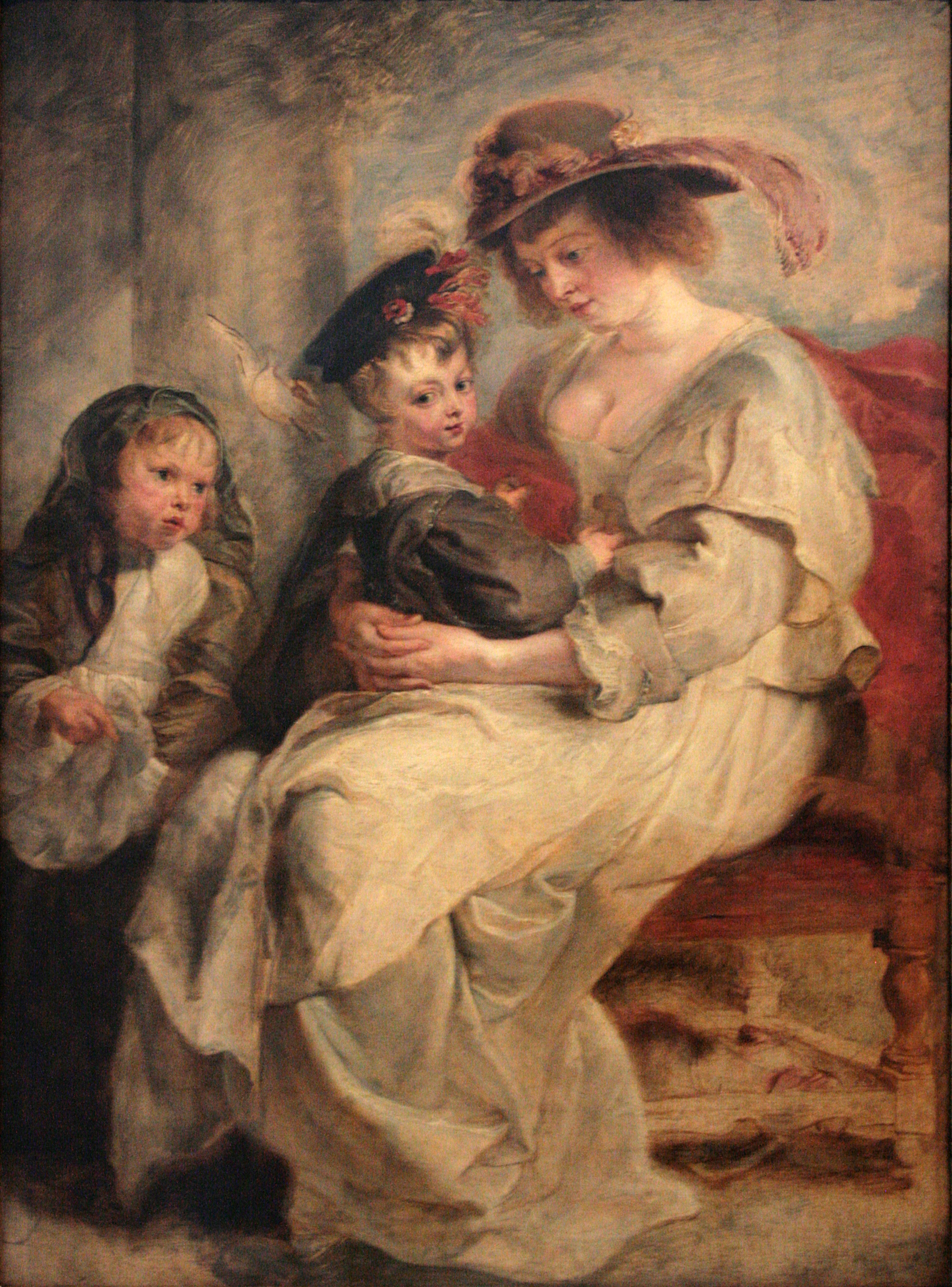
『エレーヌ・フールマンと子供たち』1636年頃 ルーヴル美術館所蔵
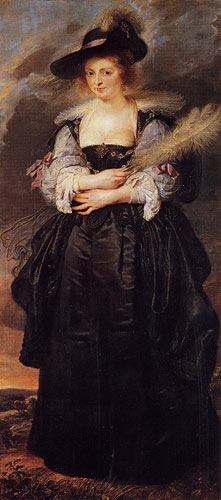
『エレーヌ・フールマンの肖像』1638年頃 カルースト・グルベンキアン美術館（英語版）所蔵
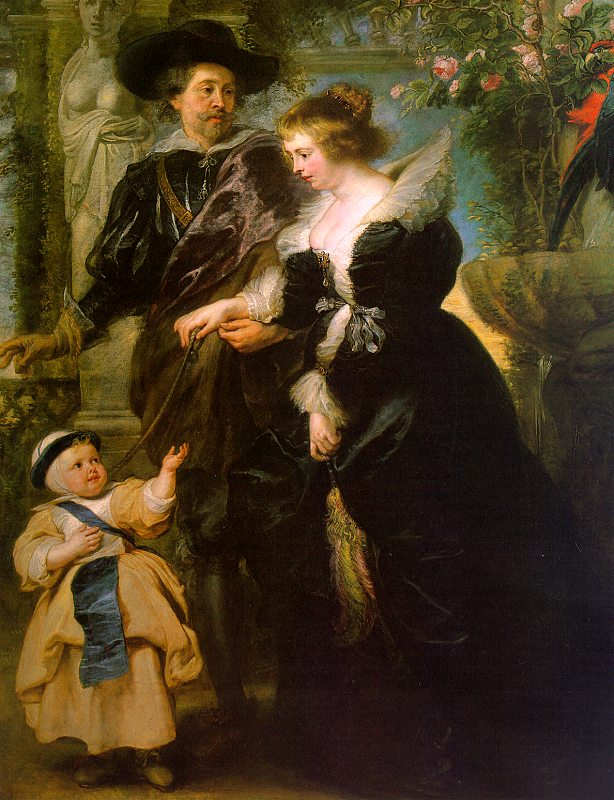
『ルーベンス、妻エレーヌ・フールマンと息子フランス』1630年代中-後期 メトロポリタン美術館所蔵
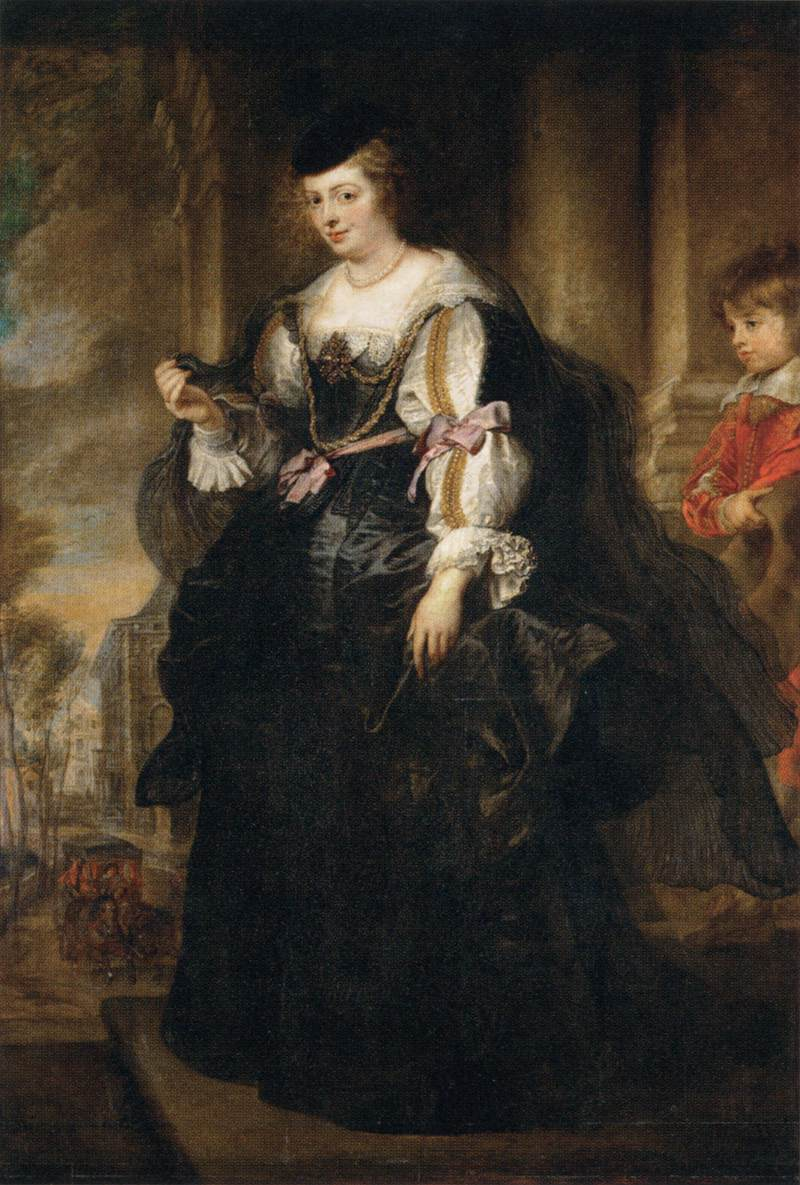
『馬車のあるエレーヌ・フールマンの肖像』1639年 ルーヴル美術館所蔵
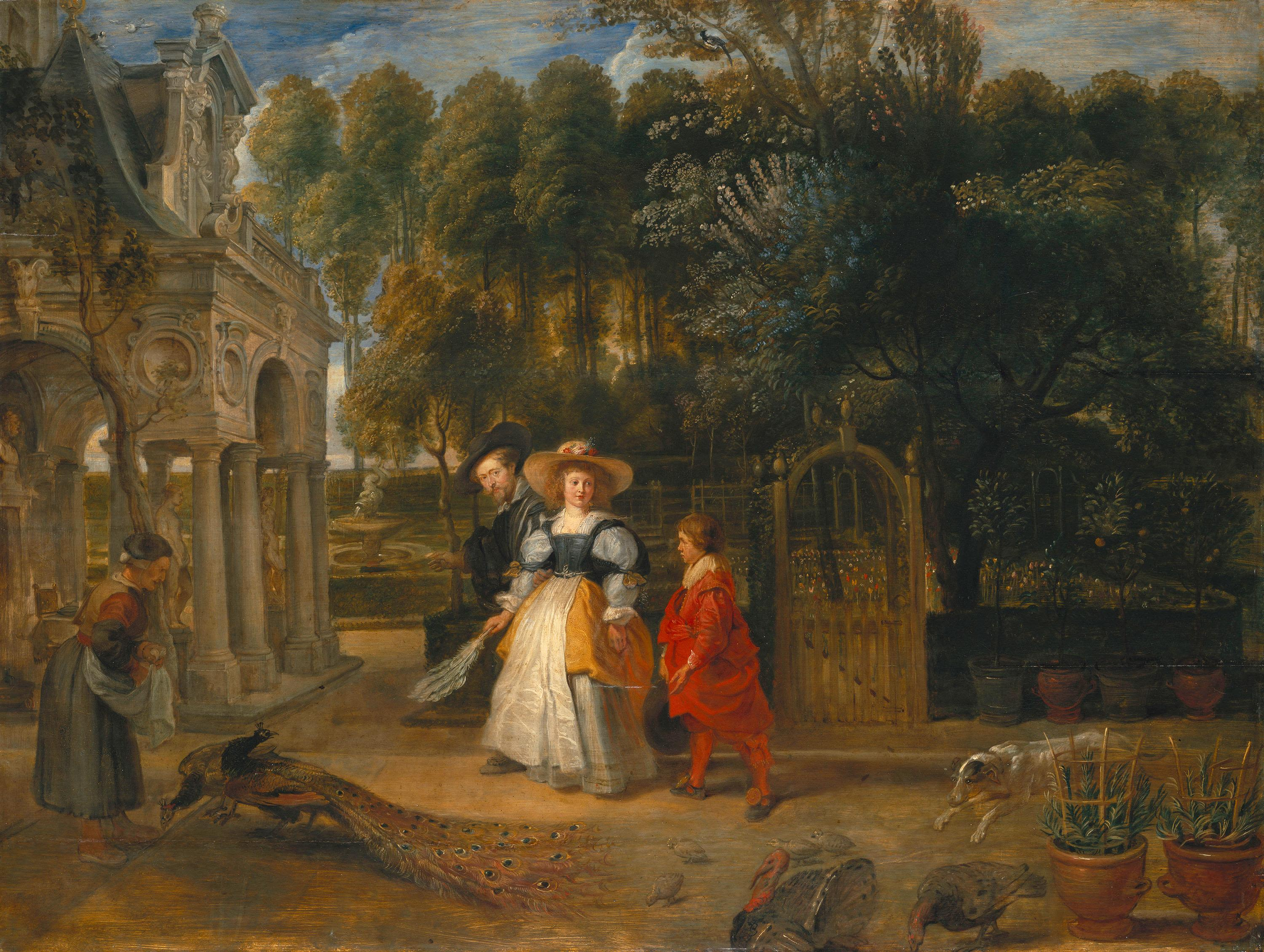
『最初の夫と子供といるエレーヌ・フールマン』1630年頃

### モデル

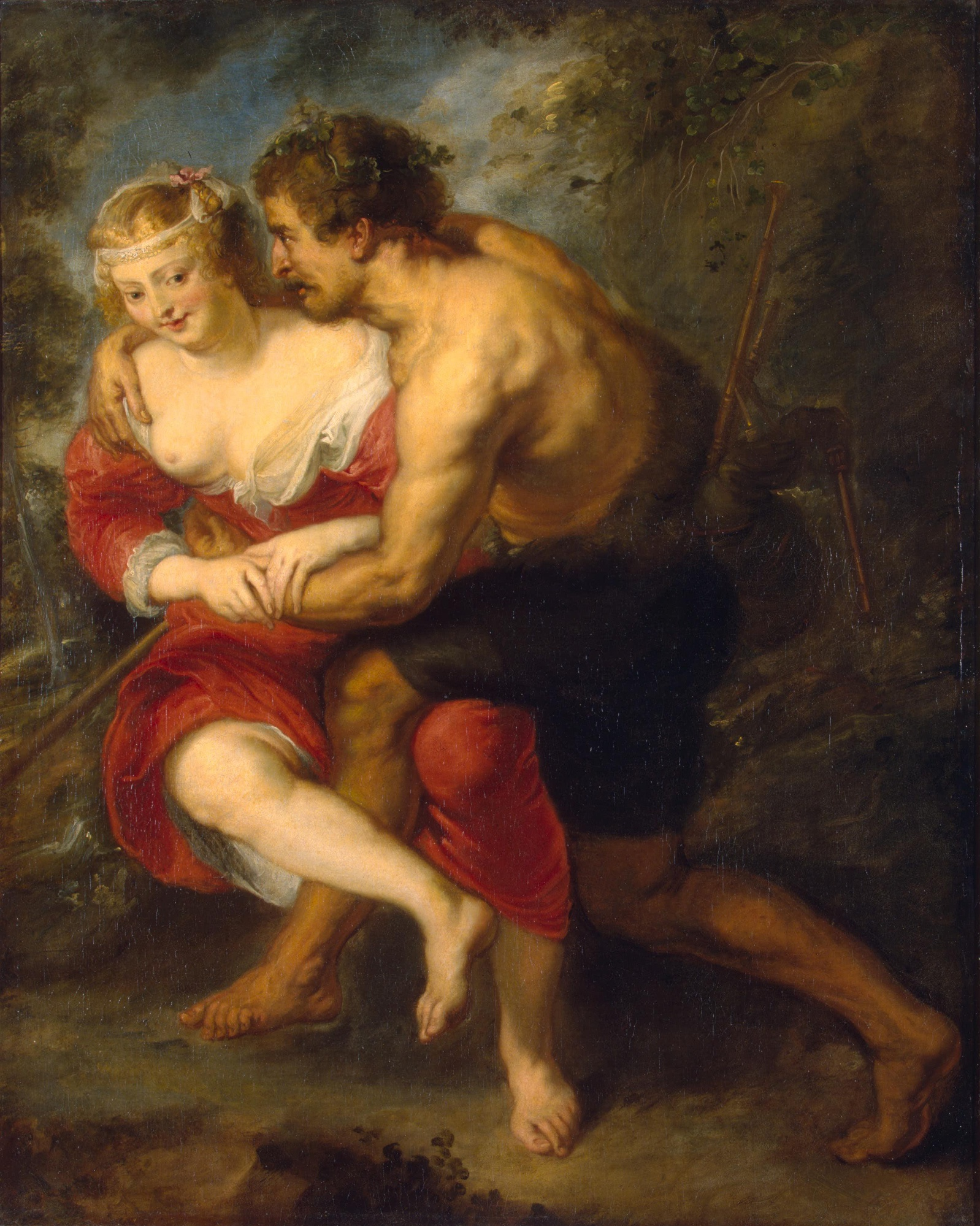
『田園風景』1636年-1638年の間 エルミタージュ美術館所蔵
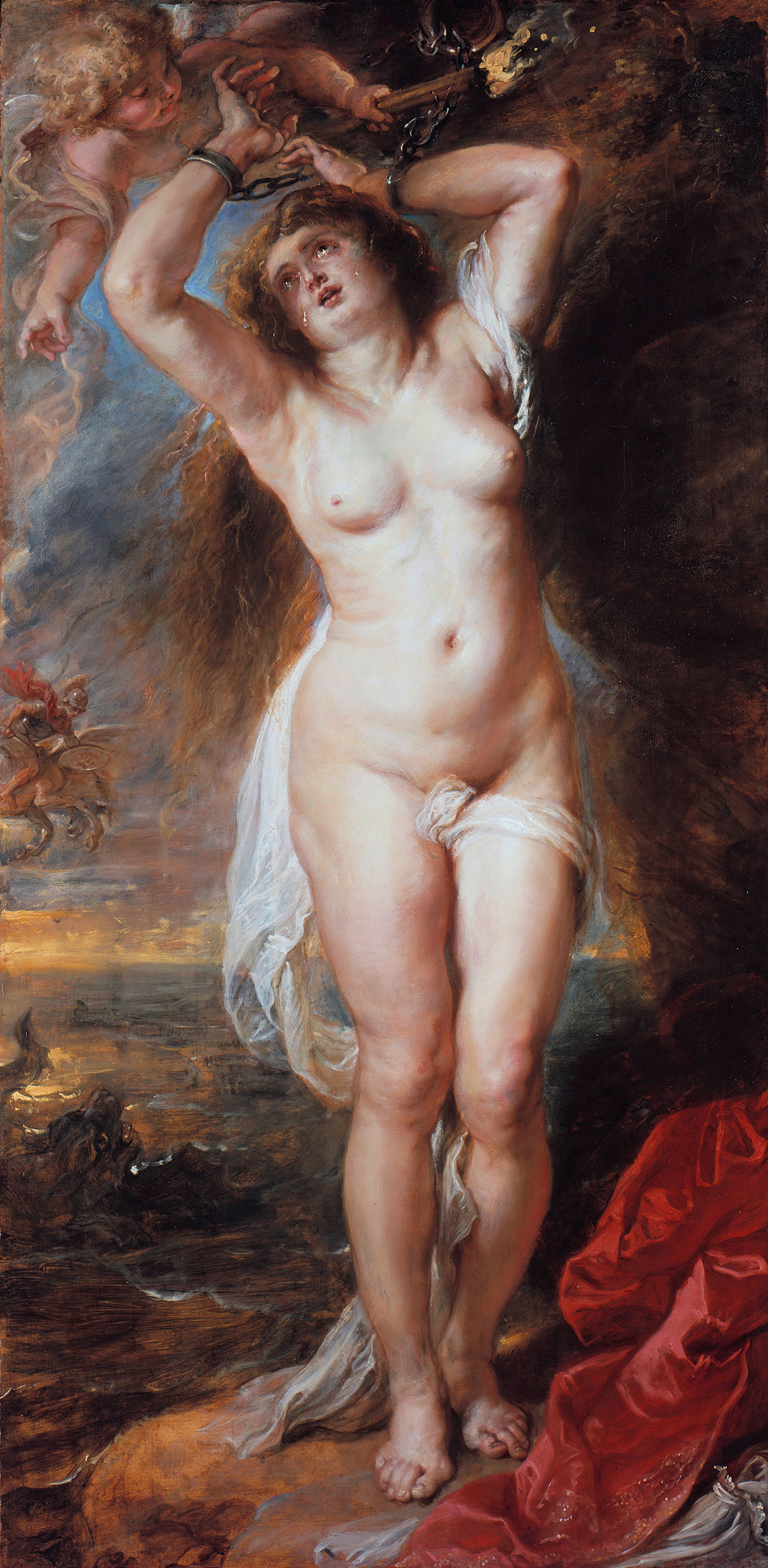
『アンドロメダ』1638年 絵画館所蔵
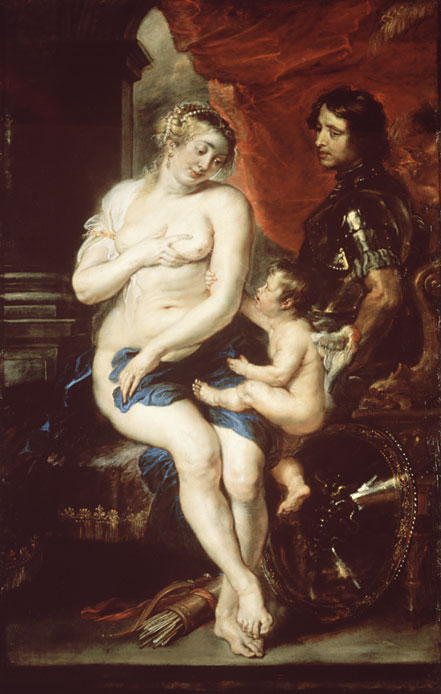
『ヴィーナスとマルス、キューピッド』ダリッジ・ピクチャー・ギャラリー所蔵
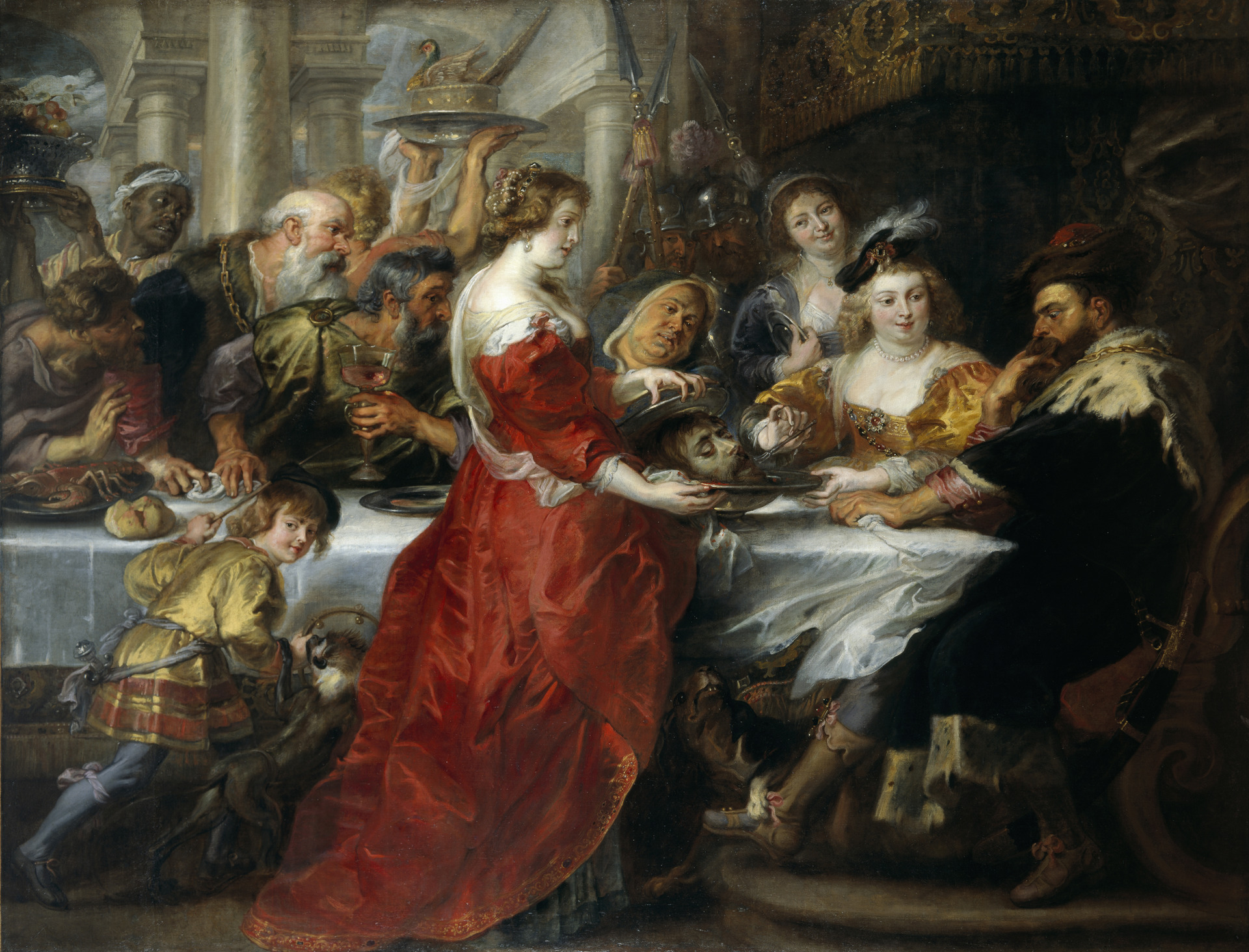
『ヘロデ王の饗宴とサロメ』17世紀前半 スコットランド国立美術館所蔵
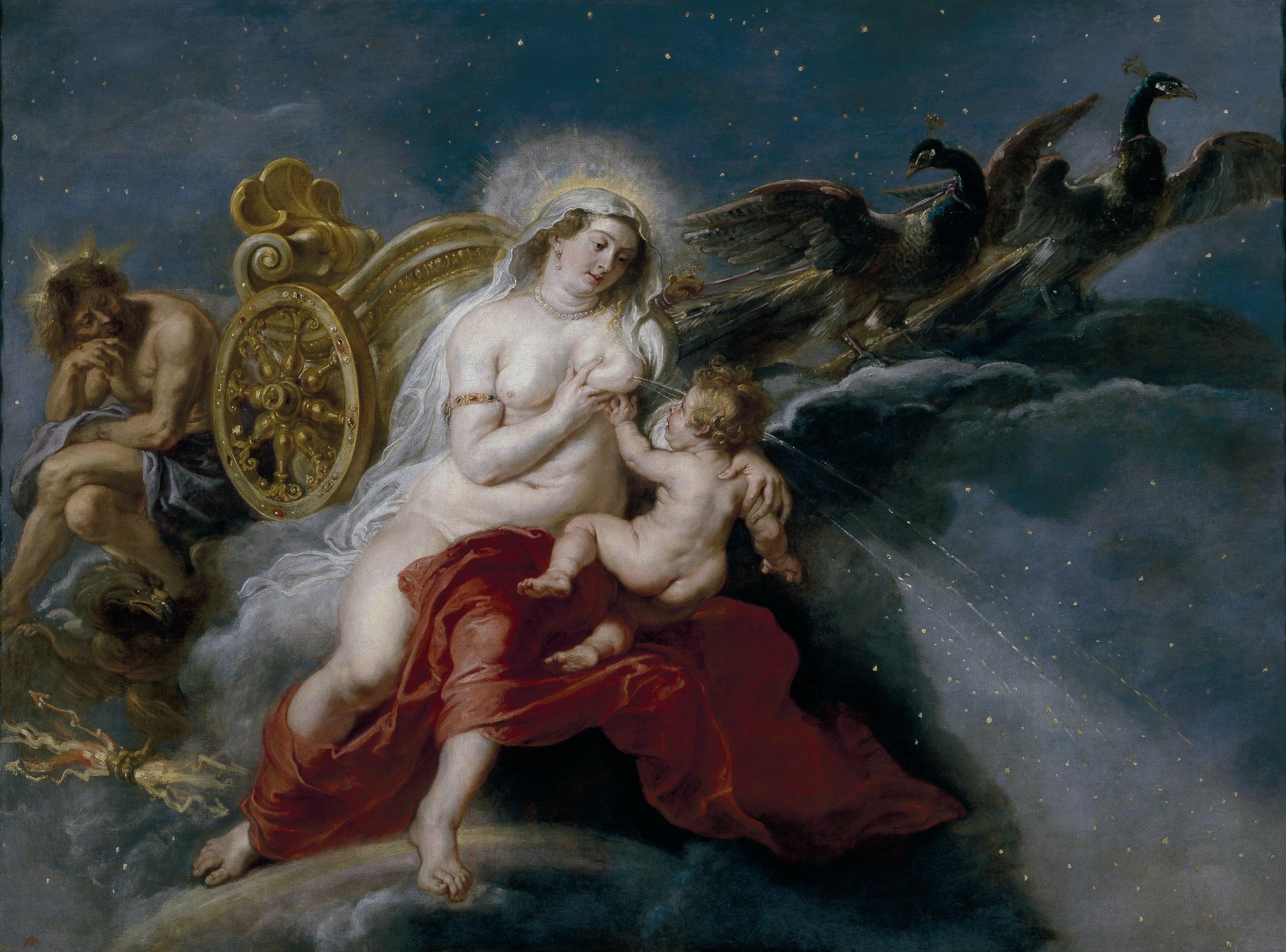
『天の川の誕生』1636年-1637年の間 プラド美術館所蔵
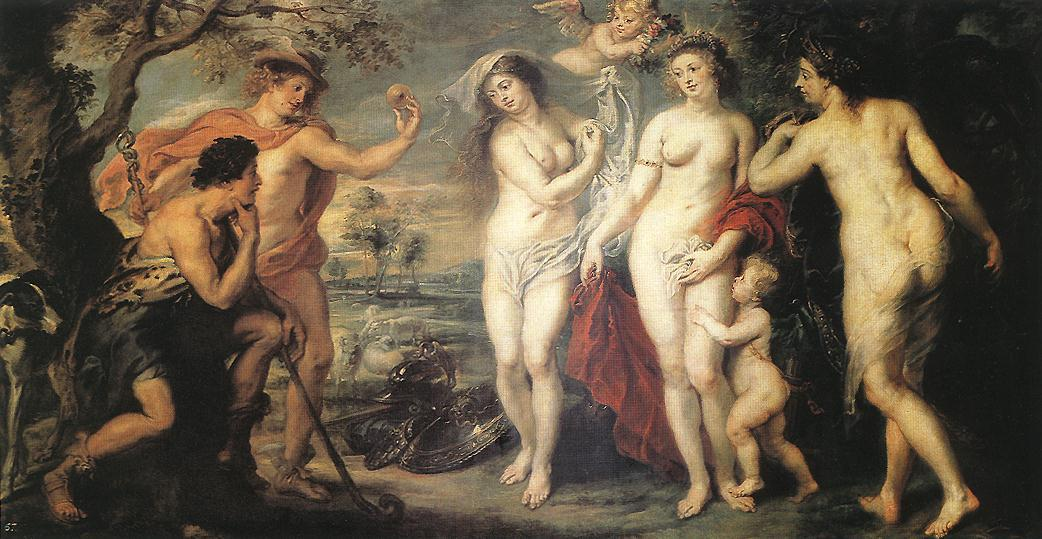
『パリスの審判』1639年頃 プラド美術館所蔵
『三美神』1630年-1635年頃 プラド美術館所蔵
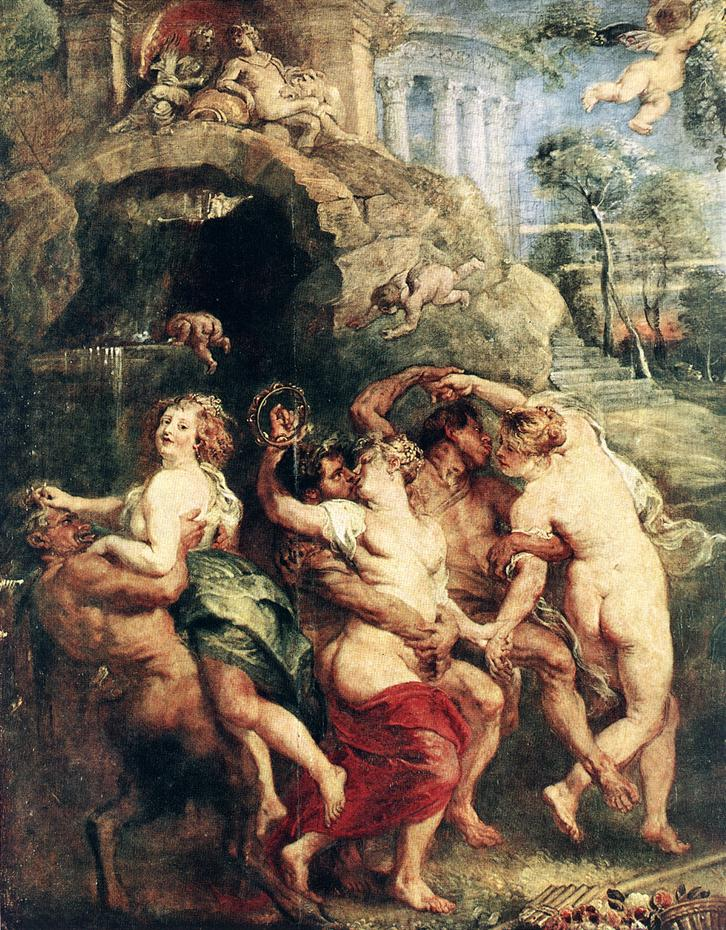
『ヴィーナスの饗宴』（ディテール）美術史美術館所蔵